# Pinhalão
Pinhalão är en kommun i Brasilien.   Den ligger i delstaten Paraná, i den södra delen av landet, 900 km söder om huvudstaden Brasília. Antalet invånare är 6 210.
Omgivningarna runt Pinhalão är huvudsakligen savann. Runt Pinhalão är det glesbefolkat, med 8 invånare per kvadratkilometer.